# Culto da Razão

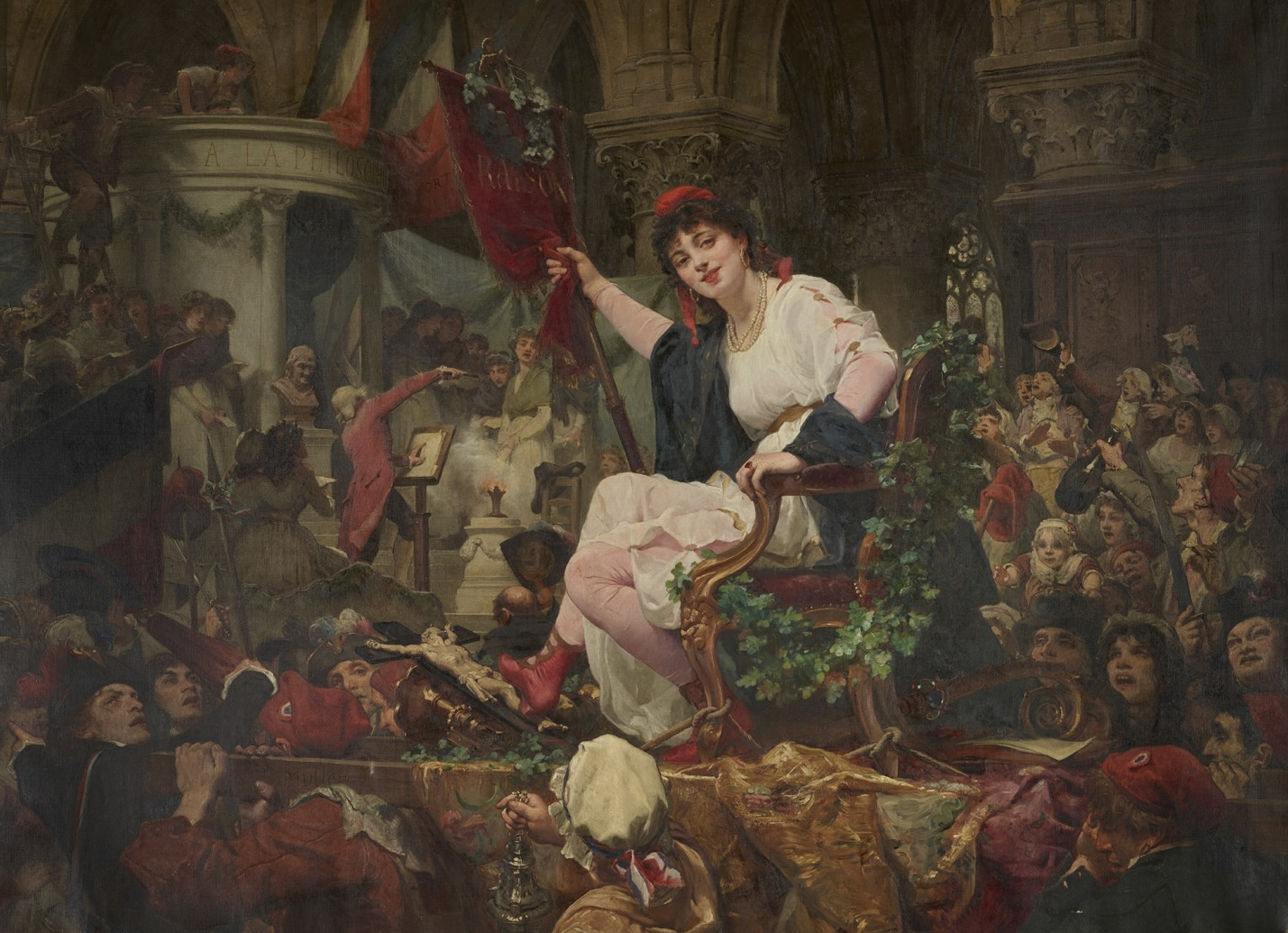
Representação da primeira Fête de la Raison ("Festival da Razão") na Catedral de Notre-Dame de Paris em 10 de novembro de 1793. Pintura de Charles Müller, 1878).

Culto da Razão (em francês:  Culte de la Raison) e Culto do Ser Supremo (em francês:  Culte de l'Être suprême) foram sistemas de crenças e baseados em ideias racionalistas, estabelecidos na França, e que pretendiam substituir o cristianismo durante a Revolução Francesa.

## Origens
A oposição à Igreja Católica era parte integral das causas defendidas na Revolução Francesa, e esse anticlericalismo solidificou-se em política governamental oficial em 1792 quando a Primeira República Francesa foi declarada. A maior parte da descristianização da França durante a Revolução foi motivada por preocupações políticas e econômicas, mas as alternativas filosóficas à Igreja também se desenvolveram gradativamente. Entre a heterodoxia crescente, os conceitos estruturais do “Culte de La Raison” vieram a ser definidos por Jacques Hébert, Antoine-François Momoro, Pierre-Gaspard Chaumette, Joseph Fouché e outros revolucionários radicais.

## Filosofia
O Culto da Razão era explicitamente antropocêntrico. Seu objetivo era a perfeição da humanidade através da realização da Verdade e Liberdade, e seu princípio orientador para este objectivo era o exercício da faculdade humana da Razão.
Apesar de o ateísmo estar no centro do culto, definiu-se como mais do que uma mera rejeição dos deuses ou de Deus: na forma de religião convencional, incentivou atos de adoração congregacional. O culto promovia frequentes exibições de devoção ao ideal da Razão. A distinção cuidadosa sempre foi traçada entre o respeito racional da Razão e da veneração de um ídolo: "Essa é uma coisa que não cansam ao se dizer a uma pessoa", Momoro explicou, "Liberdade, razão e verdade são apenas seres abstratos. Eles não são deuses, para bem-dizer, eles são parte de nós mesmos."

## Impactos revolucionários
A aderência ao Culto da Razão tornou-se um atributo característico da facção dos hebertistas. Era também generalizada entre os assim chamados “sans-culottes”. Numerosas facções políticas, grupos anticlericais e eventos apenas superficialmente conectados ao culto foram amalgamados a seu nome. As demonstrações públicas ateias mais prematuras variavam de “bailes de máscaras agitados” similares a festivais de primaveras mais antigos a perseguições abertas, incluindo saques a igrejas e sinagogas nas quais imagens religiosas e reais eram desfiguradas.

## Joseph Fouché
Como um comandante militar despachado pelos jacobinos para reforçar suas novas leis, Joseph Fouché liderou uma campanha particularmente fervorosa de descristianização. Seus métodos eram brutais porém eficientes, e ajudavam a espalhar o novo credo por muitas partes da França. Em suas jurisdições, Fouché ordenou que todas as cruzes e estátuas fossem removidas de cemitérios, e ele deu ao culto um de seus princípios fundamentais quando decretou que todos os portões de cemitério deveriam ter apenas uma inscrição — "A morte é um sono eterno." Ele chegou a declarar sua própria nova religião cívica, virtualmente intercambiável com o que ficou conhecido como o Culto da Razão, numa cerimônia que ele chamou de “Banquete de Bruto” em 22 de setembro de 1793.

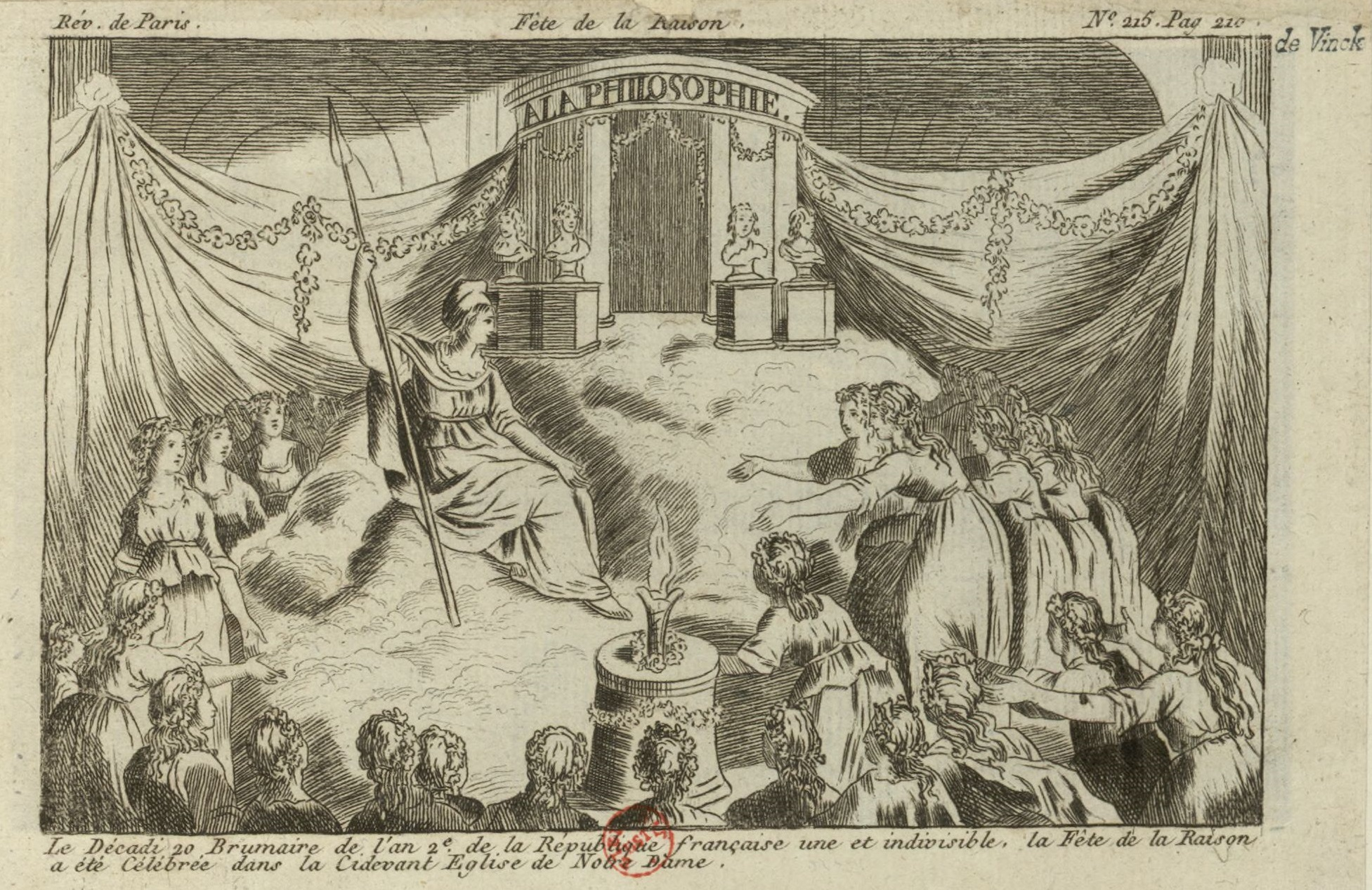
Fête de la Raison ("Festival da Razão"), Notre Dame, Paris.

## Festival da Razão
O “Festival da Razão”, realizado oficialmente em todo o país, organizado por Hébert e Momoro em 20 de Brumário (10 de novembro de 1793), veio a resumir os novos modos religiosos republicanos. Em cerimônias projetadas e organizadas por Chaumette, as igrejas no território francês foram transformadas em modernos Templos da Razão. Em Notre Dame, Paris, aconteceu a maior de todas as cerimônias. O altar cristão foi desmontado e um altar à Liberdade foi instalado; a inscrição “Para a Filosofia” foi gravada na pedra acima das portas da catedral. O protocolo tomou várias horas e concluiu com a aparição da Deusa da Razão que, para evitar a idolatria, foi retratada por uma mulher comum. O tema geral da cerimônia foi resumido por Anacharsis Clootz, que declarou que a partir de então haveria "apenas um Deus, Le Peuple (o povo)". Muitos relatos contemporâneos ao Festival da Razão o retrataram como um “lúgubre”, “licencioso” acontecimento de “depravações” escandalosas, embora alguns acadêmicos tenham disputado sua veracidade. Esses relatos, reais ou exagerados, reanimaram forças anti-revolucionárias e até fizeram com que muitos jacobinos dedicados como Maximilien Robespierre se separassem publicamente da facção radical.

## Legado

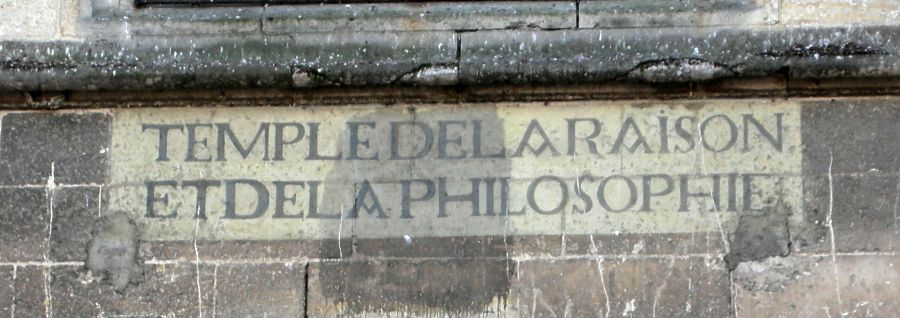
Inscrição na igreja de Ivry-la-Bataille.

Na primavera de 1794, o Culto da Razão foi repudiado oficialmente quando Robespierre, aproximando-se do poder ditatorial completo, anunciou a fundação de uma nova religião deísta para a República, o Culto ao Ser Supremo. Robespierre denunciou os hebertistas com base em argumentos filosóficos e políticos, especificamente rejeitando seu ateísmo.
Quando Hébert, Momoro, Ronsin, Vincent e outros foram mandados à guilhotina em 4 de Germinal do Ano II (24 de março de 1794), o culto perdeu a maior parte de sua liderança influente; quando Chaumette e outros “hebertistas” os seguiram para a guilhotina quatro dias depois, o Culto da Razão efetivamente deixou de existir. Ambos os cultos foram banidos oficialmente por Napoleão Bonaparte com sua “Lei sobre Cultos de 18 de Germinal do Ano X”.